# Jejunum
Das Jejunum (Leerdarm; ursprüngliche lateinische Schreibung ieiunum) ist der obere Teil des Dünndarms. Es macht beim Menschen etwa 2⁄5 des Dünndarms aus und ist mit bis zu zwei Metern Länge der zweitlängste der drei Abschnitte des Dünndarms. Er schließt sich an das Duodenum (Zwölffingerdarm) an und geht in das Ileum (Krummdarm), den unteren Teil des Dünndarms, über. Seinen deutschen Namen „Leerdarm“ verdankt er der Tatsache, dass er nach dem Tod zumeist leer ist. Wie in den übrigen Teilen des Dünndarms finden im Leerdarm Verdauungsvorgänge und die Aufnahme der Nahrungsbestandteile (Kohlenhydrate, Proteine, Fette, Vitamine, Salze und Wasser) statt. Das „Magenknurren“ entsteht nicht im Magen, sondern wird durch Luftgeräusche im Jejunum verursacht. Daher wird dieser Darmteil auch als Knurrdarm bezeichnet. Eine Entzündung des Leerdarms wird als Jejunitis, ein Geschwür des Leerdarms als Ulcus pepticum jejuni bezeichnet.

## Anatomie

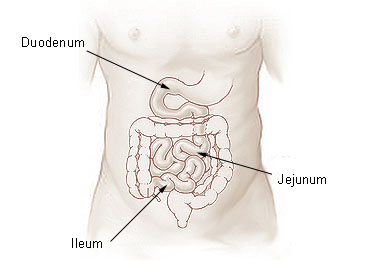
Die Teile des Dünndarms

Das Jejunum ist in zahlreiche Schlingen gelegt und mit dem Mesenterium an der rückenseitigen Bauchwand befestigt. Der entsprechende Abschnitt des Mesenteriums wird als Mesojejunum bezeichnet; in Verbindung mit dem auf das Jejunum folgenden Ileum bezeichnet man die Aufhängestruktur als Radix mesenterii, welche im Bereich der Zwölffingerdarm-Leerdarm-Krümmung (Flexura duodenojejunalis) beginnt und an der Ileozäkalklappe endet.
Die Jejunumschlingen, auch als Darmkonvolut bezeichnet, sind sehr beweglich und damit in ihrer Lage variabel. Eine Ausnahme stellen Wiederkäuer dar, bei denen das Jejunum kranzartig die Kolonscheibe des Colon ascendens („Kranzdarm“) umgibt und an dieser fixiert ist. Bei einem Hausrind ist das Jejunum bis zu 45 Meter lang.
Während der Beginn des Jejunums durch die Flexura duodenojejunalis in Höhe des zweiten Lendenwirbelkörpers eindeutig definiert ist, kann die Grenze zwischen Jejunum und Ileum anatomisch nicht scharf begrenzt werden. In der Tieranatomie wird das Ende der Blinddarm-Hüftdarm-Falte (Plica ileocecalis) als Grenze verwendet.
Wie alle Hohlorgane ist der Leerdarm mit einer Schleimhaut (Tunica mucosa) ausgekleidet. Nach außen hin schließt sich eine Doppelschicht aus glatter Muskulatur an (Tunica muscularis), den äußeren Organabschluss bildet der Serosaüberzug des Bauchfells.
Der obere Teil der Radix mesenterii führt Gefäße der Arteria mesenterica superior zur Versorgung von Jejunum, Ileum, Blinddarm, Colon ascendens und den ersten zwei Dritteln des Colon transversum. Die Blutversorgung des Jejunums erfolgt durch die Arteriae jejunales aus der Arteria mesenterica superior. Die Venen des Jejunums münden in die Vena mesenterica superior, die rechts neben der Arteria mesenterica superior verläuft, um dann hinter dem Kopf der Bauchspeicheldrüse zur Pfortader zu ziehen.
Die nervale Steuerung des Jejunums wird vorwiegend über das enterische Nervensystem realisiert. Die Regulation der Peristaltik erfolgt durch den Plexus myentericus (Auerbach-Plexus), die Innervation der Schleimhaut durch den Plexus submucosus (Meissner-Plexus). Darüber hinaus wird das Jejunum von Sympathikus und Parasympathikus (speziell Nervus vagus) reguliert.

## Erkrankungen
Eine Entzündung des Leerdarms, die mit Bauchkrämpfen, Fieber und Durchfall einhergeht, wird als Jejunitis bezeichnet, ein Geschwür des Leerdarms als Ulcus pepticum jejuni. Das Geschwür kann in seltenen Fällen eine operationsbedürftige Fistula gastrocolica zur Folge haben.